# DFI
DFI（ディエフアイ）は台湾のマザーボードメーカー。

## 概要
商業用/工業用マザーボードを主力製品として、組込みシステム、拡張カードなどを開発・販売している。また、世界の大手メーカーへの、OEM,ODM等も行っている。

## 紹介
DFIは1981年に設立、台湾の新北市汐止区に本社を置くマザーボード・メーカー。製品は商業用マザーボードから、産業用製品、KIOSK装置、ゲーム機まで幅広く取り扱っている。
生産拠点としては、台湾工場（本社）と中国工場（広州・東莞）をもち、月間30万枚の生産能力を有している。
ロングライフサイクル＆リビジョンコントロールをモットーに台湾メーカーとしては珍しく４M管理や品質管理等への努力が見られる優良メーカー。